# Abraham Vater
Abraham Vater (1684-1751) foi um anatomista alemão, pioneiro por ser o primeiro a citar a ampola hepatopancreatica em seus estudos no ano de 1720. O epônimo ampola de Vater foi criado em homenagem a ele. A ampola de Vater é formada pela união do ducto pancreático com o ducto colédoco (biliar comum), estando especificamente localizada na papila maior do duodeno. Vários músculos esfíncteres lisos controlam o fluxo de bile e de suco pancreático por meio da ampola: o esfíncter do ducto pancreático (inconstante), o esfincter do ducto cístico o esfíncter do ducto colédoco e o esfíncter da ampola hepatopancreática (esfincter de Oddi). Esse último controla a introdução da bile e das secreções pancreáticas no duodeno e previne a entrada do conteúdo do duodeno na ampola. Na união entre a base do fígado, do ducto cístico e do ducto hepático está localizado o triangulo cistepatico (triangulo de calot), que ajuda o cirurgião a localizar a artéria cística, que se lastimada pode levar o paciente a óbito em segundos.